# Lechpol Electronics
Lechpol Electronics – założona przez Zbigniewa Leszka polska firma handlowa funkcjonująca od 1990 roku, będąca jedną z największych dystrybutorów i producentów sprzętu elektronicznego w Polsce. Początkowo firma zajmowała się sprzedażą układów scalonych do systemów telewizyjnych PAL i SECAM oraz układów fonii do radioodbiorników i telewizorów. W chwili obecnej firma dostarcza na polski rynek sprzęt elektryczny i elektroniczny dla specjalistów oraz z segmentu elektroniki konsumenckiej. Najbardziej rozpoznawalną marką należącą do firmy Lechpol Electronics jest Krüger&Matz, oferująca między innymi telewizory, smartfony, tablety i sprzęt audio. Marka ta posiada zagraniczne oddziały w Holandii i Rumunii oraz sprzedaje detalicznie poprzez Amazon. Produkty tej marki są obecnie dostępne w sprzedaży między innymi w Rumunii, Niemczech, Holandii, Belgii, Czachach, Słowacji, Ukrainie, Węgrzech i Bułgarii.
Firma jest przedsiębiorstwem rodzinnym zarządzanym przez Zbigniewa Leszka i jego trzech synów – Mariusza, Marcina i Michała. Podstawą modelu biznesowego przedsiębiorstwa od samego początku było sprowadzanie elektroniki – początkowo z Czech, Hongkongu i Singapuru.
Lechpol Electronics jest także właścicielem sieci sklepów Rebel Electro, która obejmuje ponad 70 sklepów z urządzeniami elektronicznymi. Rebel Electro jest oficjalnym partnerem marki Krüger&Matz i posiada w swojej ofercie jej pełną gamę produktów.

## Historia
Historia powstania firmy sięga początków roku 1990, w którym założyciel Zbigniew Leszek w wyniku własnej analizy zmian na rynku elektronicznym postanowił zająć się prowadzeniem działalności w nowej branży. Dnia 6 lipca 1990 roku zarejestrował on w wykazie działalności gospodarczej Urzędu Gminy Garwolin firmę o nazwie Lechpol Zbigniew Leszek.
Zaraz po starcie działalności firma zaczęła prowadzić na małą skalę import i dystrybucję urządzeń, podzespołów i części elektronicznych. Były to przede wszystkim układy scalone do wchodzących w Polsce systemów telewizyjnych PAL – SECAM oraz fonii do odbiorników radiowych i telewizyjnych. Początkowo były one importowane przez firmę do Polski z czechosłowackich hurtowni i sklepów elektronicznych. Ze względu na zły stan rynku elektronicznego w Polsce w latach 90 rynek ten bardzo łatwo chłonął wszystkie sprowadzane produkty. Konsekwencją takiego stanu był dynamiczny wzrost sprzedaży u nielicznych wówczas importerów części i szybki rozwój firm działających w tej branży. Prezes firmy wykorzystał tę okazję i zdecydował o rozszerzeniu działalności o import produktów z Azji, co zdynamizowało rozwój firmy. Poszerzono wówczas ofertę o tranzystory i najnowsze układy scalone, przeznaczone do bardziej zaawansowanych systemów telewizyjnych największych producentów takich jak: Philips, Thompson, Motorola czy Siemens. Zakupów dokonywano wówczas bezpośrednio od ich singapurskich dystrybutorów, m.in. Hsin Electronics, Micro Electrinics i Lionex Electonics.
Głównymi klientami firmy Lechpol w tamtym okresie byli producenci dekoderów, fonii i telegazety do nowych systemów RTV oraz zakłady produkujące odbiorniki telewizyjne i radiowe w Polsce. Dystrybucją i sprzedażą detaliczną zajmowały się z kolei przede wszystkim hurtownie i sklepy elektroniczne na terenie całego kraju.
W 2015 roku działalność założona przez Zbigniewa Leszka została przejęta przez jego trzech synów – Marcina, Mariusza i Michała, którzy po dziś dzień rozwijają spółkę w duchu dynamicznie rozwijającego się rynku elektronicznego. Tym samym Lechpol Electronics stało się firmą rodzinną i uzyskała prawo do używania znaku nadawanego przez Fundację Firm Rodzinnych.
Obecnie Lechpol Electronics zatrudnia ponad 300 osób w Polsce oraz kilkadziesiąt spoza kraju. Firma dostarcza na polski rynek sprzęt kilkunastu marek z różnych kategorii – od urządzeń dla specjalistów, po segment małego AGD i elektroniki konsumenckiej.

## Nagrody i wyróżnienia
Firma Lechpol Electronics wielokrotnie otrzymała tytuł Gazeli Biznesu, Orła Biznesu oraz Geparda Biznesu. Poniższa lista przedstawia wszystkie dotychczasowe nagrody i wyróżnienia firmy:
- 2011: Laureat rankingu – Rodzinna Firma roku
- 2012: Tytuł Rynkowego Lidera Innowacji oraz Złoty Orzeł Biznesu
- 2013: Tytuł Geparda Biznesu
- 2013: Statuetka Lidera Przedsiębiorczości
- 2015: Diamenty Forbesa[2]

## Marki
Lechpol Electronics w chwili obecnej jest właścicielem marek takich jak:
- Azusa
- Cabletech
- Dibeisi
- Kemot
- Krüger&Matz
- M-LIFE
- Peiying
- QUER
- Rebel
- Teesa
- Uni-t
- Vipow[8]

Nazwa marki Krüger&Matz stworzona została przez Michała Leszka, który inspirował się znaną przez siebie niemiecką firmą Gallien-Krueger. Ambasadorami słuchawek Krüger&Matz są między innymi Cleo i Matheo.